# Jarún Bogatiriov
Jarún Bogatiriov (en ruso: Хару́н Ума́рович Богатырёв; Dzhegutá, 15 de septiembre de 1907-Cherkesk, 10 de julio de 1966) fue subcomandante de la 51.ª Brigada de Tanques de la Guardia del 6.º Cuerpo de Tanques de la Guardia del 3.er Ejército de Tanques de la Guardia del Frente de Vorónezh, coronel de la guardia.

## Biografía
Nacido el 15 de septiembre de 1907 en el aúl de Dzhegutá (ahora raión de Ust-Dzhegutá de la república de Karacháyevo-Cherkesia) en una familia de campesinos karacháis. Miembro del PCUS(b) desde 1929. Se graduó de la escuela primaria y trabajó por contrato. En 1925 se graduó en una escuela del partido soviético en la ciudad de Batalpashinsk (Cherkesk), después de lo cual trabajó durante dos años como director de una sala de lectura en su pueblo natal. Entre 1927 y 1931 estudió en la facultad de trabajadores de la ciudad de Ivánovo.
En 1931 fue reclutado por el Ejército Rojo. En 1932 se graduó con honores en la Escuela de Blindados de Oriol. El teniente Bogatiriov fue asignado como comandante de un pelotón de tanques del regimiento de entrenamiento mecanizado de la Academia de Fuerzas Blindadas en Moscú, luego se convirtió en comandante de una compañía de tanques y capitán en el mismo regimiento. En 1935 se graduó de los cursos de formación avanzada para personal de mando. Entre 1938 y 1941, sirvió y estudió simultáneamente en el departamento nocturno de la Academia. Cada año participaba en el desfile de tropas en la Plaza Roja.

### Segunda Guerra Mundial
Con el comienzo de la Gran Guerra Patria, el capitán Bogatyriov se dirigió al comando para pedirle que lo enviara al frente. Pero fue nombrado comandante adjunto del batallón de la Escuela de Tanques de Kazán. No entró en el ejército activo hasta octubre de 1942.
El capitán Bogatyrev llegó al 3.er Rjército de Tanques y fue nombrado comandante del 1.er Batallón de Tanques de la 97.ª Brigada de Tanques. En enero-febrero de 1943, el batallón se distinguió en las batallas por la ciudad de Rósosh y luego por la ciudad de Járkov. En julio-agosto, el 3.er Ejército, que se convirtió en el Ejército de la Guardia, participó activamente en la batalla de Kursk, avanzando desde Oriol. Aquí se distinguió especialmente el batallón del mayor Bogatyriov, que destruyó a un gran número de enemigos. El comandante del batallón derribó personalmente 6 tanques pesados. Debido a la enfermedad del comandante, Bogatyriov estuvo al mando de toda la 97.ª Brigada de Tanques durante algún tiempo. Fue herido dos veces cerca de Kursk, pero al poco tiempo volvió al servicio y recibió tratamiento adicional en el frente.
A mediados de septiembre de 1943, el 3.er Ejército llegó al Dniéper. La 51.ª Brigada de Tanques de la Guardia, cuyo comandante adjunto en ese momento era el mayor de la guardia Bogatyriov, ocupó la ciudad de Pereyáslav. Bogatyriov se distinguió especialmente durante el cruce del río Dniéper.
El 22 de septiembre, al frente del batallón de fusileros motorizados de la brigada, Bogatiriov navegó en botes a través del Dniéper cerca del pueblo de Grígorivka, raión de Kániv, óblast de Cherkasy). Con un ataque repentino, los combatientes expulsaron a los nazis del pueblo y se afianzaron en el terreno capturado. Las acciones del grupo de Bogatiriov permitieron crear una cabeza de puente, que luego pasó a la historia como Bukrinsk, y aseguró el cruce de las fuerzas principales de la brigada. Por su papel en esta batalla, el mayor Bogatiriov fue nominado para el título de Héroe de la Unión Soviética.
Mientras los documentos circulaban entre las autoridades, los enfrentamientos continuaron. Durante el ataque a Kiev a principios de noviembre, el mayor Bogatiriov tomó el mando de la 52.ª Brigada de Tanques de la Guardia, reemplazando al comandante de brigada herido. El 5 de noviembre por la noche, la brigada bajo su mando derrotó a un grupo de tanques enemigos en las afueras occidentales de Kiev y entró en la ciudad. Temprano en la mañana la ciudad fue liberada y la brigada, persiguiendo al enemigo, se trasladó a Zhytomyr destruyendo una gran cantidad de tanques enemigos. Por su participación en estas batallas, el comandante del 3.er Ejército de Tanques, el general Rybalko, lo nominó por segunda vez para el título de Héroe de la Unión Soviética, pero esta declaración quedó solo en el papel por su nacionalidad. En aquellos días en que Bogatiriov luchaba en las afueras de Kiev, el 3 de noviembre, comenzó la deportación del pueblo karachái. Su familia fue llevada a Kirguistán, al pueblo de Kant. La primera propuesta, por el Dniéper, ya sea por descuido de alguien o porque fue redactada en septiembre-octubre, pasó sin embargo por todas las autoridades y fue firmada.

Por decreto del Presídium del Sóviet Supremo de la URSS del 17 de noviembre de 1943, por el cumplimiento ejemplar de las tareas de mando y el coraje y heroísmo mostrados durante el cruce del Dniéper, el mayor Jarún Umárovich Bogatiriov recibió el título de Héroe de la Unión Soviética con la Orden de Lenin y la medalla de la Estrella de Oro (N.º 2079).

En el verano de 1944, el héroe tanquista participó en las batallas de Ternópol. Durante el ataque a Lvov resultó gravemente herido, pero permaneció en servicio. Pronto, como representante de los expulsados, fue llamado del frente a disposición del Estado Mayor. Pero el mariscal Fíodorenko, comandante de las fuerzas blindadas, permitió que Bogatiriov siguiera sirviendo en el ejército después del tratamiento. En abril de 1945 llegó de vuelta al ejército del general Rybalko. Como subcomandante de la 52.ª Brigada de Tanques de la Guardia, el teniente coronel Bogatiriov, se distinguió una vez más en las batallas durante la captura de Berlín y Praga.

### Después de la guerra

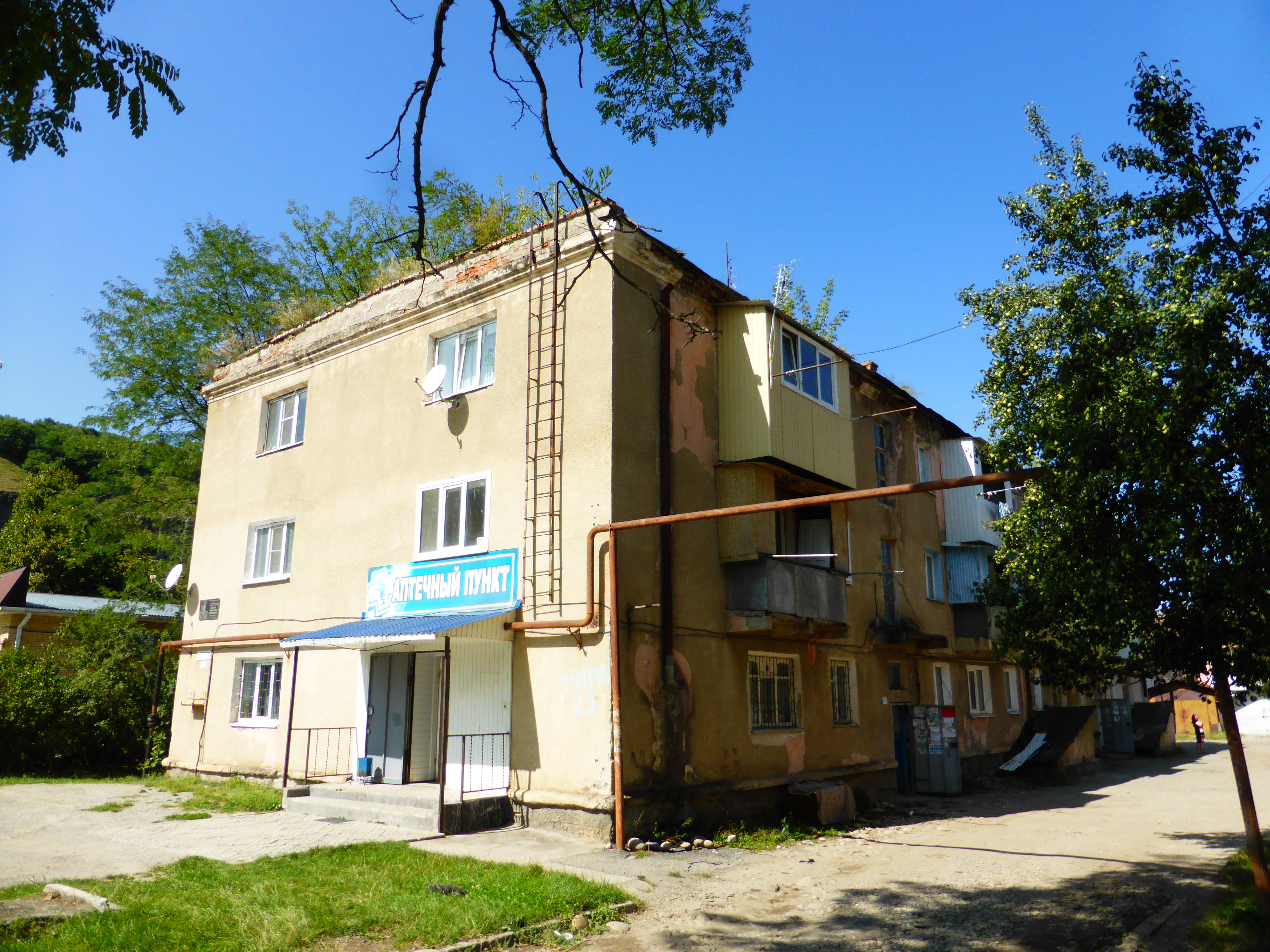
Su casa en Karacháyevsk.

Después de la victoria permaneció en el ejército. Hasta finales de 1946 sirvió en Alemania. De 1947 a 1951 fue director de curso en la Academia de Blindados de Moscú, donde recibió el rango de coronel de la guardia. Entre 1952 y 1954, primer subdirector de la Escuela de Tanques de Taskent.
En 1954, el coronel de la guardia Bogatiriov se retiró debido a una enfermedad cardíaca. Vivió con su familia en la ciudad de Leningrado, y más tarde en Karacháyevsk. Tras sufrir varios ataques cardíacos, murió el 10 de julio de 1966. Fue enterrado en Karacháyevsk, cerca de la Casa de los Sóviets.

## Premios
Recibió la Orden de Lenin, tres Órdenes de la Bandera Roja, la Orden de Alejandro Nevski, la Orden de la Guerra Patria de segundo grado, la Orden de la Estrella Roja y varias medallas.
Fue ciudadano honorario de las ciudades de Pardubice (República Checa), Leningrado (San Petersburgo) y Karacháyevsk.

## Homenaje
En su tierra natal, una escuela, una calle y un parque de la ciudad de Karacháyevsk llevan su nombre. También llevan su nombre una escuela en el pueblo Stáraya Dzhegutá, calles en la ciudad de Ust-Dzhegutá y en Kizil-Oktiábrski del raión de Zelenchuk, en los aúles Sari-Tiuz, Kumish, una calle en el pueblo de Pervomáiskoye, raión de Malokaracháyevsk. Se erigieron monumentos al héroe en Ust-Dzhegutá y Karacháyevsk (en 1968). En Cherkesk, en el Callejón de los Héroes, hay un busto.